# Frank Ellermann
Frank Ellermann (* 7. November 1954) ist ein in Österreich lebender deutscher Schweißfachingenieur.

## Berufliche Tätigkeit
Frank Ellermann war bis zu seiner Pensionierung zum Jahresende 2019 Leiter der Schweißtechnologie und Konstruktion bei Hammerer Aluminium Industries. Sein Schwerpunkt lag auf der Wertsteigerung von Aluminium-Strangpressprofilen durch Schweißen und mechanische Bearbeitung. Neben den MIG- und WIG-Schweißprozess setzte er das innovative Rührreibschweißverfahren ein, um Strangpressprofile zu Paneelen zu verbinden.

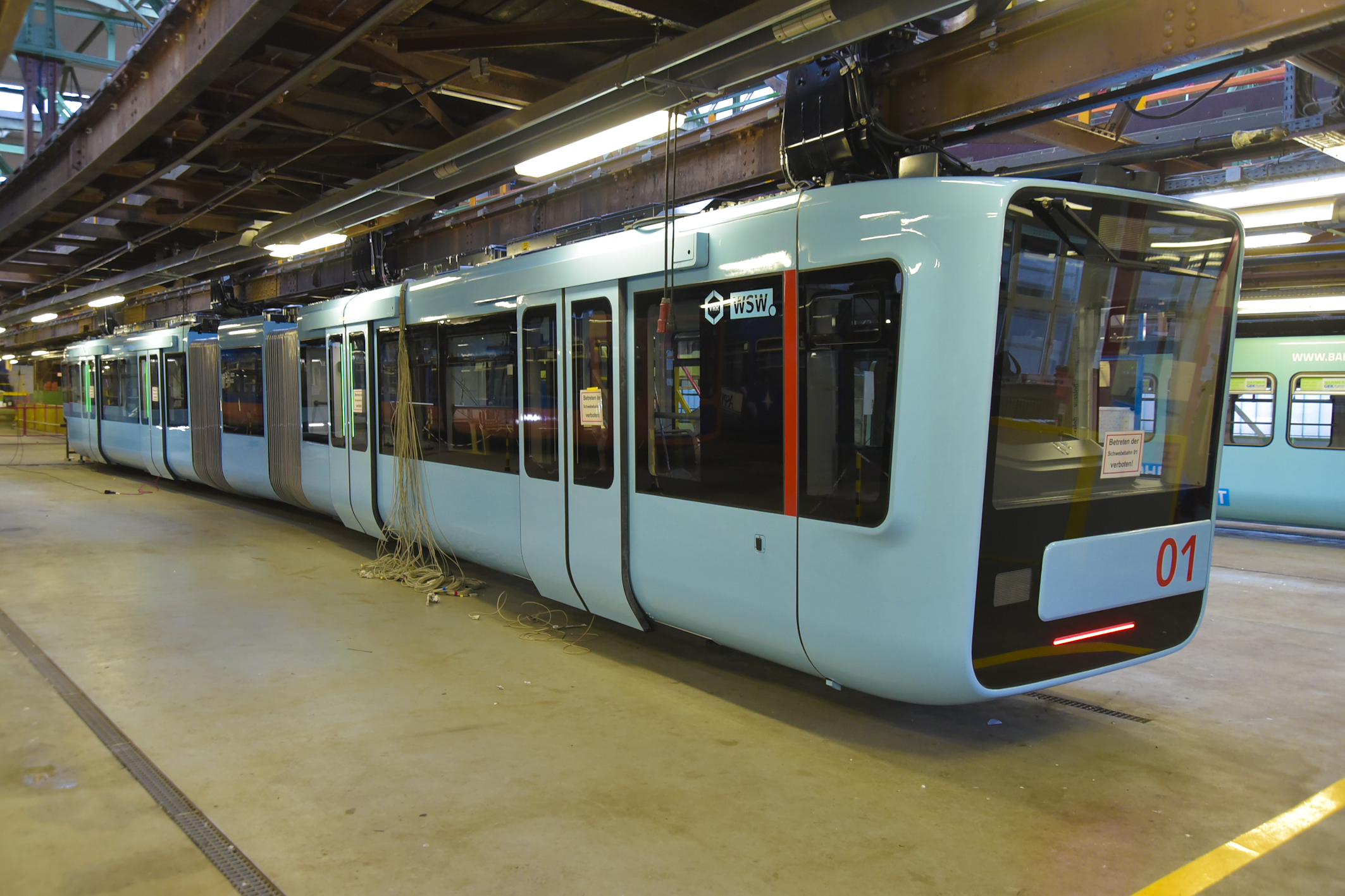
Gelenktriebwagen der Wuppertaler Schwebebahn

Eine seiner anspruchsvollsten Anwendungen war das Schweißen der Aluminium-Wagenkästen der Wuppertaler Schwebebahn. Er entwickelte das Rührreibschweißen seit der Inbetriebnahme der ersten FSW-Maschine im Oktober 2005 zu einer strategischen Schlüsseltechnologie, mit der auch Automobilbauteile wie eine B-Säule für den Audi R8 Spyder und ein Batterieboden für ein Elektroauto geschweißt werden.
Bei der Herstellung eines Range Extender Kreiskolbenmotors aus einer pulvermetallurgisch hergestellten Aluminiumlegierung konnte mit dem Rührreibschweißen ein Fügeprozess angewandt werden, der sowohl die Spalte im Laufbereich der Dichtelemente vermeidet als auch eine defektfreie Schweißnaht mit ähnlichen Eigenschaften wie denen des Grundwerkstoffs ermöglicht.
Für die Fräsbearbeitung setzte er für die Prozessoptimierung eine leistungsfähige bedienerfreundliche Programmier-Software (Powerful Userfriendly Milling Application) ein, mit der Bearbeitungsprogramme auf unterschiedliche Maschinen geschickt werden können um den Weg, das Werkzeug, die Fräsbahn, das Spannermanagement und Stangen zu optimieren.